# Лигата на справедливостта (филм)
„Лигата на справедливостта“ (на английски: Justice League) е американско фентъзи от 2017 г. за едноименните персонажи на Ди Си Комикс. Режисьор е Зак Снайдър, а сценарият е на Крис Терио. Това е продължение на Батман срещу Супермен: Зората на справедливостта и е 5-ия филм в Разширената вселена на Ди Си. Премиерата в САЩ е на 17 ноември 2017 г. През 2021 година, ще излезе по-дълга, режисьорска версия на филма, по първоначалния сценарий на Зак Снайдър.

## Резюме
С възстановена вяра в човечеството, след саможертвата на Супермен, Брус Уейн, с помощта на Диана Принс търси нови съюзници, за да се изправят пред много силен опонент. Батман и Жената-чудо събират отбор от мета-хора, но въпреки новите герои – Аквамен, Светкавицата и Киборг, може би е прекалено късно за да се спаси планетата от нашествие с катастрофални пропорции.

## Актьорски състав
| Актьор              | Роля                                       |
| ------------------- | ------------------------------------------ |
| Бен Афлек           | Брус Уейн / Батман                         |
| Хенри Кавил         | Кал-Ел / Кларк Кент / Супермен             |
| Гал Гадот           | Принцеса Диана / Диана Принс / Жената чудо |
| Езра Милър          | Бари Алън / Светкавицата                   |
| Джейсън Момоа       | Артър Къри / Аквамен                       |
| Рей Фишър           | Виктор Стоун / Киборг                      |
| Ейми Адамс          | Лоис Лейн                                  |
| Джеръми Айрънс      | Алфред Пениуърт                            |
| Даян Лейн           | Марта Кент                                 |
| Кони Нилсен         | Кралица Хиполита                           |
| Джей Кей Симънс     | Комисар Джеймс Гордън                      |
| Киърън Хайндс       | Степънулф                                  |
| Серги Констанс      | Крал Зевс                                  |
| Ник Маккинълс       | Сър Патрик Морган / Арес                   |
| Орор Лаузерал       | Артемида                                   |
| Робин Райт          | Генерал Антиопа                            |
| Амбър Хърд          | Принцеса И'Мера Шабела Чала / Мера         |
| Джулиан Луис Джоунс | Крал Атлан                                 |
| Джо Мортън          | Д-р Сайлъс Стоун                           |
| Били Кръдъп         | Д-р Хенри Алън                             |
| Лиса Ловен Конгсли  | Лейтенант Меналипа                         |
| Джеси Айзенбърг     | Лекс Лутор                                 |
| Джо Манганело       | Слейд Уилсън / Детстроук                   |

## В България
В България филмът излиза по киносалоните на 17 ноември 2017 г. от Александра Филмс. На 9 април 2018 г. е издаден на DVD от PRO Video SRL чрез Филм Трейд със субтитри на български.
На 8 декември 2020 г. е излъчен по bTV Cinema с български дублаж, записан в студио VMS. Екипът се състои от:
| Озвучаващи артисти  | София Джамджиева Ася Рачева Симеон Владов Момчил Степанов Мартин Герасков Станислав Димитров |
| Преводач            | Ралица Ботева                                                                                |
| Тонрежисьор         | Ирина Тодорова                                                                               |
| Режисьор на дублажа | Радослав Рачев                                                                               |